# Faustball-Weltmeisterschaft 1979
Die 4. Faustball-Weltmeisterschaft der Männer fand vom 31. August bis zum 2. September 1979 in St. Gallen statt. Die Schweiz war erstmals Ausrichter der Faustball-Weltmeisterschaft der Männer.

## Modus
In den Vorrundengruppen spielt jeder gegen jeden. Im Halbfinale spielen die Gruppensieger der Vorrunde gegen den Gruppenzweiten der jeweils anderen Gruppe. Weiterhin spielen die Gruppendritten gegen den Gruppenvierten der jeweils anderen Gruppe um das Spiel um Platz fünf.

## Vorrunde
Die Vorrundenspiele fanden in Frauenfeld (F), Uster (U) und St. Gallen (G) statt.

### Gruppe A
| 31.08.1979 | F | Argentinien    | – | Südwestafrika | 26:26 |
| 31.08.1979 | F | BR Deutschland | – | Schweiz       | 22:29 |
| 31.08.1979 | F | BR Deutschland | – | Südwestafrika | 48:15 |
| 01.09.1979 | G | Argentinien    | – | Schweiz       | 26:31 |
| 01.09.1979 | G | BR Deutschland | – | Argentinien   | 36:22 |
| 01.09.1979 | G | Schweiz        | – | Südwestafrika | 46:19 |

### Gruppe B
| 31.08.1979 | U | Chile      | – | Italien    | 22:40 |
| 31.08.1979 | U | Brasilien  | – | Österreich | 31:23 |
| 31.08.1979 | U | Brasilien  | – | Italien    | 44:22 |
| 01.09.1979 | G | Österreich | – | Chile      | 51:25 |
| 01.09.1979 | G | Brasilien  | – | Chile      | 60:18 |
| 01.09.1979 | G | Österreich | – | Italien    | 42:20 |

## Qualifikationsspiele für das Spiel um Platz 5
| 02.09.1979 | Südwestafrika | – | Italien | 31:29 |
| 02.09.1979 | Argentinien   | – | Chile   | 41:28 |

## Halbfinale
| 02.09.1979 | BR Deutschland | – | Brasilien  | 43:26 |
| 02.09.1979 | Schweiz        | – | Österreich | 18:35 |

## Platzierungs- und Finalspiele
| Spiel um Platz 7 | Spiel um Platz 7 | Spiel um Platz 7 | Spiel um Platz 7 | Spiel um Platz 7    | Spiel um Platz 7 | Spiel um Platz 7 | Spiel um Platz 7 |
| ---------------- | ---------------- | ---------------- | ---------------- | ------------------- | ---------------- | ---------------- | ---------------- |
| 02.09.1979       | Italien          | –                | Chile            | 40:30               |                  |                  |                  |
| Spiel um Platz 5 |                  |                  |                  |                     |                  |                  |                  |
| 02.09.1979       | Argentinien      | –                | Südwestafrika    | 43:24               |                  |                  |                  |
| Spiel um Platz 3 |                  |                  |                  |                     |                  |                  |                  |
| 02.09.1979       | Schweiz          | –                | Brasilien        | 37:39 n. V. (30:30) |                  |                  |                  |
| Finale           |                  |                  |                  |                     |                  |                  |                  |
| 02.09.1979       | BR Deutschland   | –                | Österreich       | 30:26               |                  |                  |                  |

## Platzierungen
| Rang | Land                       |
| ---- | -------------------------- |
| 1.   | Bundesrepublik Deutschland |
| 2.   | Österreich                 |
| 3.   | Brasilien                  |
| 4.   | Schweiz                    |
| 5.   | Argentinien                |
| 6.   | Südwestafrika              |
| 7.   | Italien                    |
| 8.   | Chile                      |

## Quelle
1. ↑  Spielplan und Ergebnisse aus "Faustball-Informationen" - Manfred Lux, Lüneburg